# 西南酋長號列車
西南酋長號（英語：Southwest Chief）由美国国铁運營的客運列車，線路全長2,265英里（3,645公里），穿越美國中西部和西南部。它在伊利諾伊州芝加哥和加利福尼亞州洛杉磯之間運行，途經伊利諾伊州、愛荷華州、密蘇里州、堪薩斯州、科羅拉多州、新墨西哥州、亞利桑那州和加利福尼亞州，基本于BNSF鐵路的横贯大陆铁路南线运行。這條路線是美鐵風景最優美的路線之一，可以欣賞到彩繪沙漠和塞多納紅崖，以及愛荷華州、堪薩斯州和科羅拉多州的平原。據Amtrak稱，它提供了沿州際公路行駛時無法看到的景色。
在2019財年，西南酋長號一共運送了338,180名乘客，比2018財年增加了2.1%。該線路在2018財年的總收入為43,184,176美元，比2017財年下降3.8%。美鐵曾計劃用巴士服務取代新墨西哥州阿爾伯克基和堪薩斯州道奇之間的路線，這一計畫目前未被實施。